# Majha
Majha (en pendjabi : ਮਾਝਾ (mājhā) ou ماجھا) désigne la partie centrale du Pendjab en Inde et au Pakistan. Il se situe entre les rivières Beas et Ravi , et correspond à la partie nord de leur interfluve. Majha vient du mot manjhla et signifie « milieu ».
Les six premiers Gurus du sikhisme, sauf le deuxième, sont nés dans cet espace.
Les districts de Gurdaspur et Amritsar de l'Inde et celui de Lahore du Pakistan font partie de la zone dénommée Majha. Les montagnes Sivaliks et la rivière Chenab complètent le parallélogramme que forme cet endroit.
Au niveau de l'agriculture, le climat est très favorable, et de ce fait la région était très peuplée dans le passé. Ceci a impliqué que de nombreuses batailles ont eu lieu pour sa possession. Lahore et Amritsar sont des villes qui ont été et qui sont toujours importantes pour les Sikhs sur le plan politique et religieux. Aujourd'hui 21 % de la population du Penjab se concentrent dans le Majha. Des industries se sont développées comme à Goindval et Batala.